# 윔블던 칼리지 오브 아트
윔블던 칼리지 오브 아트(영어: Wimbledon College of Art)는 런던 예술대학교에 소속된 하나의 학교이다. 이전 명칭은 윔블던 스쿨 오브 아트였다. 크게 무대미술분야와 순수미술로 나뉘어 있다. 런던의 남서쪽의 윔블던이라는 머튼 공원에 위치해 있다.